# Иванов, Иван Павлович (кавалер ордена Славы)
Иван Павлович Иванов (23.08.1925, Рязанская область — 13.08.1995, Ставропольский край) — командир пулеметного отделения 903-го горно-стрелкового полка младший сержант — на момент представления к награждению орденом Славы 1-й степени.

## Биография
Родился 23 августа 1925 года в селе Коростово Рязанского района Рязанской области. Окончил 6 классов. Работал трактористом в колхозе.
В декабре 1942 года был призван в Красную Армию. Окончил школу снайперов. На фронте в Великую Отечественную войну с декабря 1943 года.
8 марта 1943 года в разведке в районе безымянной высоты северо-восточнее города Керчь, красноармеец Иванов действуя в числе первых ворвался в траншею противника и гранатами подорвал вражеский пулемет с несколько гитлеровцами. При отходе был ранен.
Приказом от 20 марта 1944 года красноармеец Иванов Иван Павлович награждён орденом Славы 3-й степени.
20 сентября 1944 года в бою юго-восточнее города Кросно при освобождении населенного пункта Ясель командир пулеметного отделения младший сержант Иванов заменил выбывшего из строя командир взвода, подавил из пулемета 2 вражеские огневые точки, уничтожив несколько солдат.
Приказом от 3 ноября 1944 года младший сержант Иванов Иван Павлович награждён орденом Славы 2-й степени.
17 декабря 1944 года в бою при овладении высотой в районе населенного пункта Бачков младший сержант Иванов обеспечил успешное продвижение стрелковой роты. Огнём своего пулемета поразил 2 огневые точки и до 15 вражеских солдат.
Указом Президиума Верховного Совета СССР от 24 марта 1945 года за исключительное мужество, отвагу и бесстрашие, проявленные в боях с вражескими захватчиками младший сержант Иванов Иван Павлович награждён орденом Славы 1-й степени. Стал полным кавалером ордена Славы.
В 1950 году был демобилизован. Проживал в станице Новопавловской Георгиевского района Ставропольского края, позже в городе Пятигорск. Работал каменщиком. Скончался 13 августа 1995 года.
Награждён орденами Отечественной войны 1-й степени, Славы 3-х степеней, медалями.